# El mensajero (biografía)
El mensajero es una biografía novelada escrita por Fernando Vallejo sobre el poeta colombiano Porfirio Barba-Jacob (1883-1942), publicada en febrero de 1991 por Planeta en Bogotá con el subtítulo de La novela del hombre que se suicidó tres veces. Escrita de manera poco convencional, es un relato lleno de  pasión y furor detectivesco. Se trata de una nueva versión, significativamente diferente, de la biografía que el propio Vallejo había publicado en 1984 en México en la editorial Séptimo Círculo bajo el título Barba-Jacob, el mensajero (ISBN 9687234008, 507p), que en 2003 fue reeditada por Alfaguara, con el subtítulo de Una biografía de Porfirio Barba Jacob.
Al igual que Logoi: una gramática del lenguaje literario, es un texto mucho más mesurado que sus posteriores novelas. A pesar de que en El mensajero también es evidente la habilidad investigativa y crítica de su oficio de escritor, aún no están las palabras sueltas, autónomas, fluyendo en desbandada. Sin embargo, ya se deja ver el tono que va a caracterizar sus obras posteriores.

## Barba Jacob el mensajero
Barba Jacob el mensajero, es una biografía del poeta publicada en 1984; escribirla fue un trabajo que le demandó a Vallejo años de viajes y pesquisas por todas las ciudades americanas en las que vivió el poeta antioqueño. Ha sido reeditada por Planeta en 1997. 

## Vallejo como biógrafo
Más adelante, Vallejo publicaría otras biografías, sobre el poeta José Asunción Silva, Almas en pena, chapolas negras (1995) y sobre el filólogo Rufino José Cuervo, El cuervo blanco, 2012.

## Texto de la contraportada
Abusando un poco de la amistad, me ha pedido el autor que le escriba unas líneas de presentación para su libro El mensajero, quinto tomo de su serie El río del tiempo, y le he contestado que para qué, que sus libros no necesitan de presentación de nadie; sin ser novelas, ni autobiografía, ni memorias, ni diarios se presentan solos: arrancan con un exabrupto. Y con la franqueza que me permiten años de compartir con él los mismos vinos, las mismas cantinas, los mismos amigos, las mismas viejas, le he aconsejado con toda claridad que no insista más en ese tema obsesivo del yo, que lo personal no le interesa a nadie: que donde dice "yo" ponga "él" y donde dice "Medellín" ponga "Tambo" o "Yokmapatahua", y se olvide de una vez por todas de Colombia, que Colombia no es más que un paisito más en la vasta geografía del mundo. Que se universalice pues. Y vaya de país en país como presidente o papa, saltando fronteras. A ver si vende en Nueva York y es best seller... Ah, y otra cosa: ¡no más libros sobre Barba Jacob que con el que ya escribió es suficiente! Y a contar en orden lógico, con orden cronológico lo que tenga que contar sin disparatar los tiempos, sin muchos nombres ni fechas que el lector no registra, ni tiene tiempo ni ganas de registrar. Y sobre todo y antes que nada y como primerísima regla: mucho cuidado al lenguaje, ojo a las malas palabras, y a respetar los géneros literarios que por algo están y no ponerse en plan disidente. Pero consejo que doy, consejo que se lleva el viento. El que pide consejos además ya sabe lo que va a hacer. Lo que quieren es que uno les diga que sí, que van bien, que uno los acolite. Y si no, hacen todo lo contrario. Así es, así pasa. ¡Qué más da! A cada quien su vida y sus libros! Cape hunc equum, dum tibi virium aliquit superest: Móntate en ese caballo mientras te quede un hálito de fuerzas. ¡Fiocci non facio! 
-Margarito Ledesma-